# Zugbrücke

Prinzip der Zugbrücke

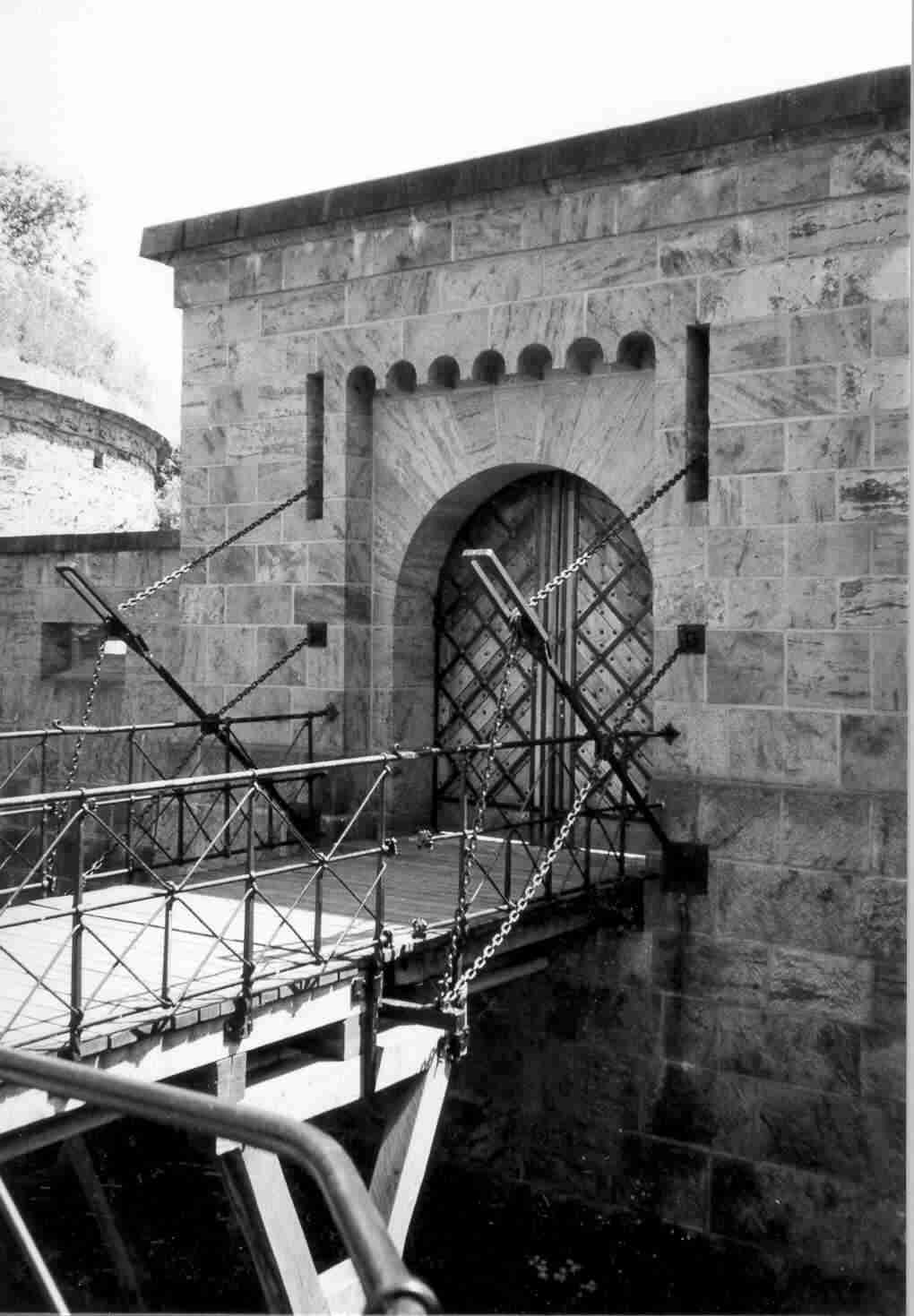
Zugbrücke der Festung Minden aus dem 19. Jahrhundert

Eine Zugbrücke (auch: Fallbrücke) ist eine bewegliche Brücke, die mit Hilfe einer mechanischen Vorrichtung hochgeklappt werden kann, um ein physikalisches Hindernis (wie Graben oder Gewässer) temporär zu überbrücken oder einen Verkehrsweg (wie Wasserstraße) nur temporär zu blockieren. Der als Brückenklappe bezeichnete bewegliche Teil der Brücke dreht sich um eine waagerechte Drehachse oder um ein Scharnier. Hochgezogen wird die Brücke mit Seilen oder Ketten, die am äußeren Ende der Brückenklappe ansetzen. Meistens führte die Zugbrücke über einen Graben, der manchmal auch mit Wasser gefüllt war.

## Zugbrücken im Wehrbau

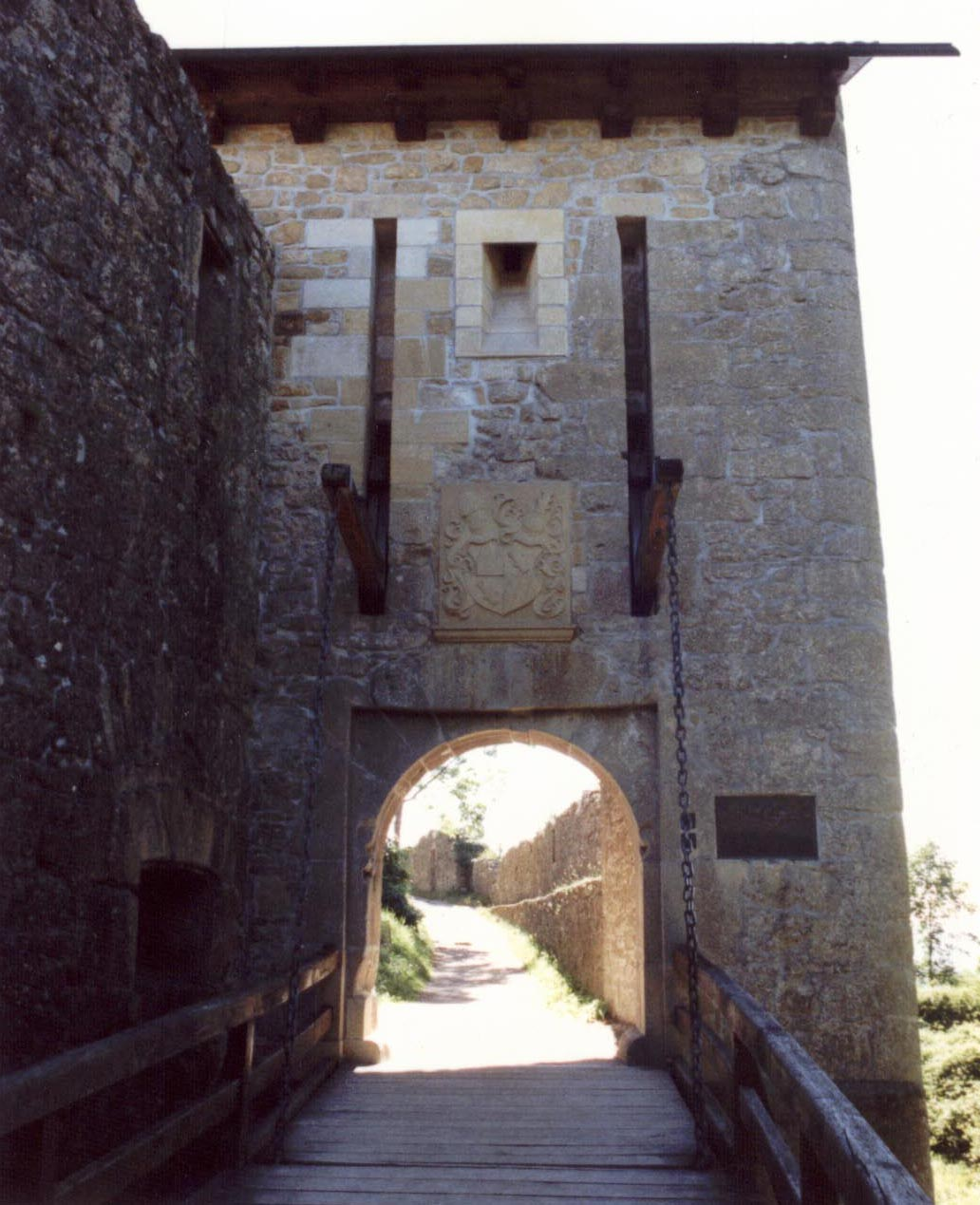
Rekonstruierte, funktionsfähige Zugbrücke der Küssaburg

Zur Sicherung eines Tores wurden Zugbrücken bei mittelalterlichen Burgen und Stadtbefestigungen sowie auch noch bei vielen neuzeitlichen Festungen eingesetzt. Zugbrücken sind bereits aus dem Hochmittelalter überliefert, waren im deutschsprachigen Raum jedoch erst im Spätmittelalter weiter verbreitet.
Bei Burgen und ähnlichen Wehrbauten war das Tor ein besonderer Schwachpunkt und wurde deshalb oft durch verschiedene bauliche Vorrichtungen geschützt. Mithilfe einer Zugbrücke vor dem Tor konnte der Zugang über den Burggraben effektiv und schnell unterbrochen werden. Während zu diesem Zweck auch feste Holzbrücken gebaut wurden, die im Fall einer Belagerung beseitigt werden konnten, erlaubte die Zugbrücke eine flexiblere Kontrolle über den Zugang und konnte darüber hinaus auch für schnelle Ausfälle genutzt werden. Die Brückenklappe bot im hochgezogenen Zustand zusätzlichen Schutz für die Toröffnung. Damit Angreifer die Brückenklappe nicht mit Haken herunterziehen konnten, wurde oft eine Mauervertiefung um das Tor herum angelegt, in die die Brücke bündig einschlagen konnte.
Bei mittelalterlichen Zugbrücken waren zwei unterschiedliche Grundkonstruktionen für den Aufziehmechanismus verbreitet:
- Ketten- oder Seilbrücke. Bei dieser Bauweise führen zwei parallele Seile oder Ketten vom äußeren Ende der Brückenplatte in einer diagonalen Linie durch zwei Maueröffnungen über dem Tor in das Innere des Torhauses, wo sie mit einer Winde eingeholt werden können. Um das Heraufziehen zu erleichtern, können Gegengewichte am Ende der Ketten angebracht sein, oder auch an einer Verlängerung der Brückenbahn hinter der Drehachse.
- Schwungrutenbrücke. Diese Konstruktion nutzt die Hebelwirkung aus, indem die Ketten an zwei sogenannten Schwungruten oder Wippbäumen angebracht sind, die parallel zur Brückenklappe verlaufen und im Inneren des Torhauses hinter der Drehachse weitergeführt werden. Die hinteren Hälften der Schwungruten sind durch eine stabile Rahmenkonstruktion miteinander verbunden, auf der zusätzliche Gegengewichte angebracht sein können. Die Brücke wird hochgezogen, indem das hintere Ende der Schwungruten nach unten bewegt wird.[1]

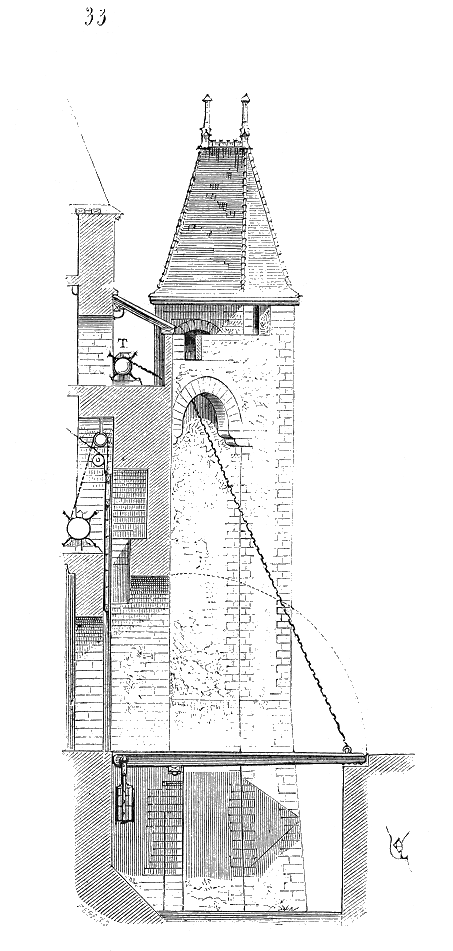
Zugbrücke mit diagonal geführten Ketten u. Gegengewicht, Schnittzeichnung von Viollet-le-Duc
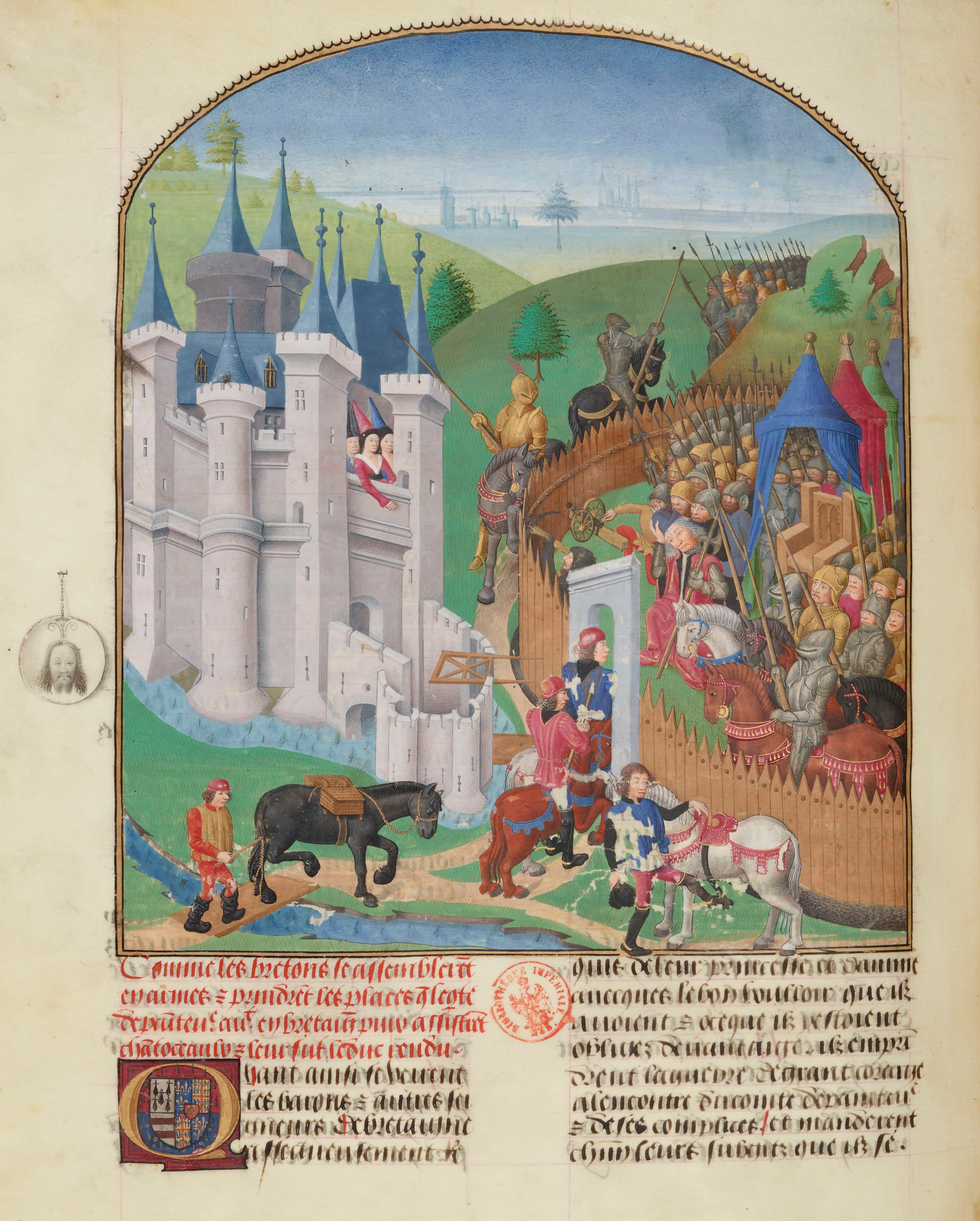
Eine Szene aus der Belagerung von Champtoceaux (1420) in einer Buchmalerei von Pierre Le Baud. Links ist die Zitadelle der Stadt mit heruntergelassener Zugbrücke zu sehen. Die hölzerne Konstruktion auf der Mauer darüber sind die Schwungruten mitsamt ihrer Rahmenkonstruktion.

## Zugbrücken im Verkehrswegebau

### Zugbrücken im Wasserbau

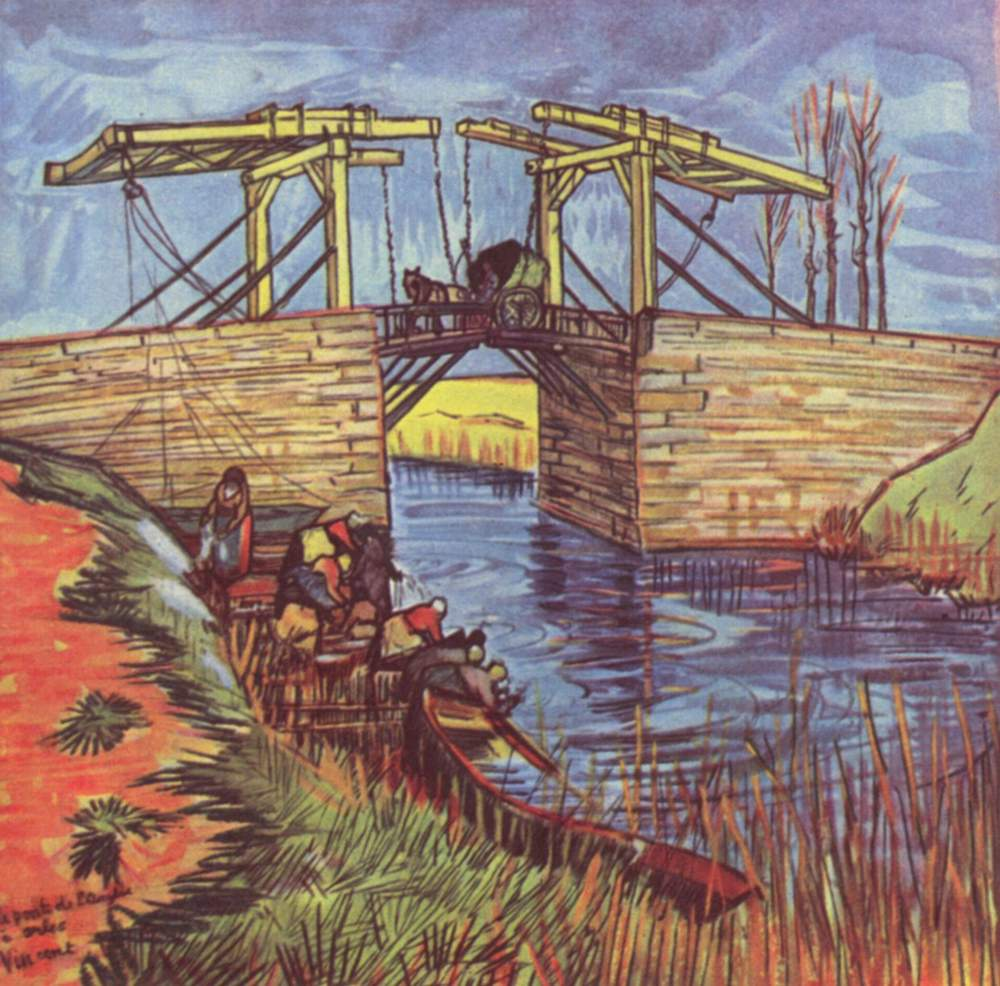
Zugbrücke bei Arles (Vincent van Gogh)

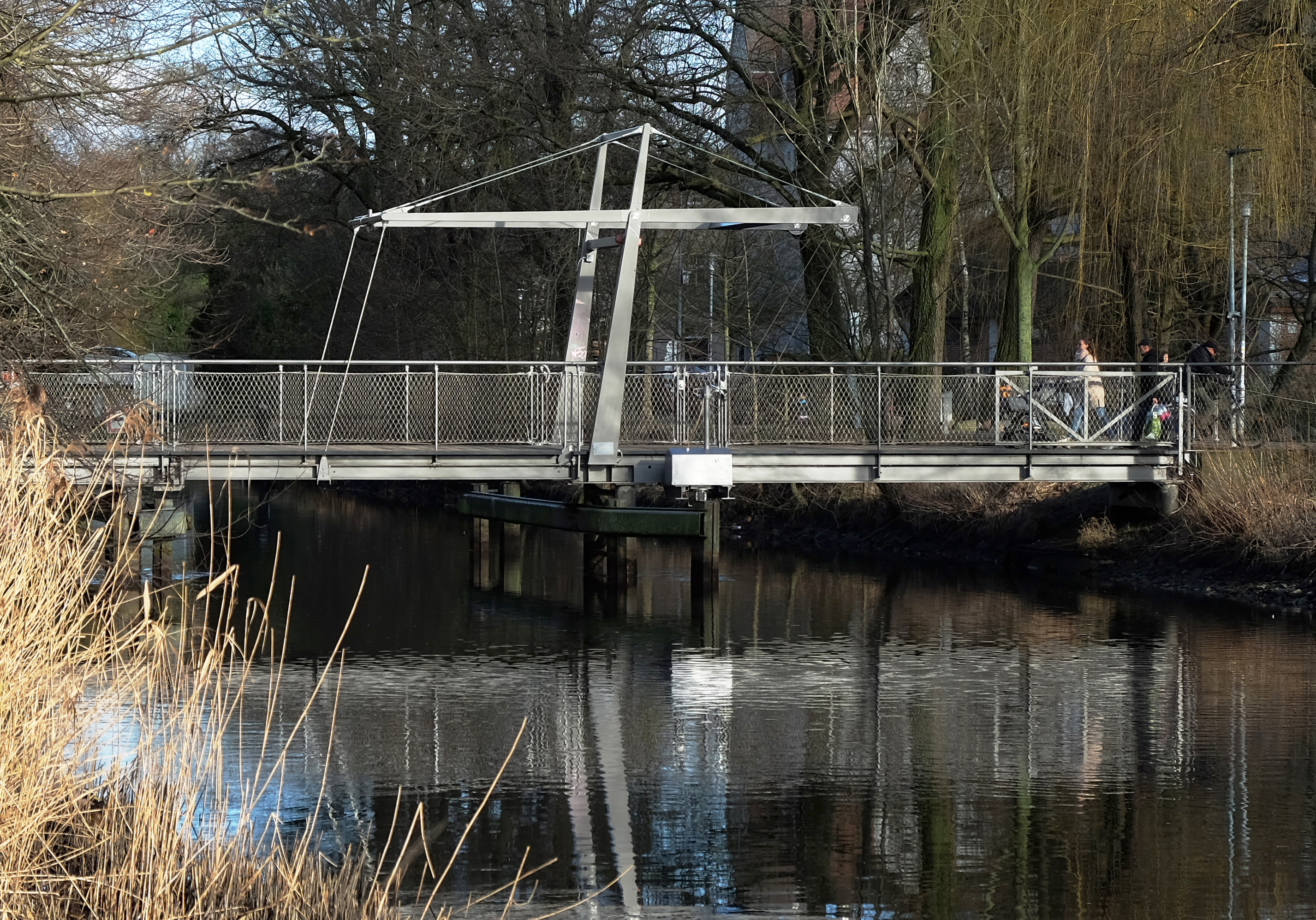
Rad- und Fußgänger-Stahl-Zugbrücke in Königs Wusterhausen

Im Wasserbau werden Zugbrücken eingesetzt, um Schiffen die Durchfahrt durch einen Kanal zu ermöglichen, falls der Mast oder Schornstein des Schiffes über die Ebene der Brückenbahn hinausragt. Meist werden dafür zwei einander zugewandte Zugbrücken gebaut, die im hochgeklappten Zustand die Durchfahrt in der Mitte des Kanals gestatten. Die Brücken verfügen in der Regel über Schwungruten (siehe oben).
Den gleichen Zweck erfüllen auch verschiedene andere bewegliche Brückenkonstruktionen, beispielsweise Klappbrücken oder Hubbrücken.
Im Rotterdamer Stadtteil Schiedam gibt es eine Zugbrücke aus Holz, die noch per Handkurbel bedient werden muss. Ein weiteres Beispiel für einen manuellen und funktionsfähigen Klappmechanismus ist die Wiecker Brücke in Greifswald.

### Zugbrücken für Bahnübergänge von Einschienenbahnen

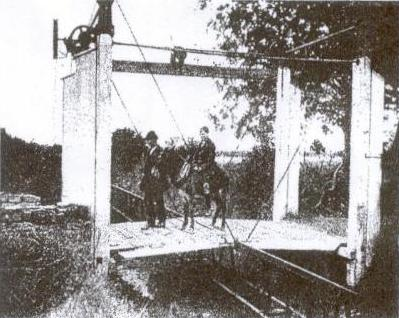
Bahnübergang mit Hilfe einer Zugbrücke

Einschienenbahnen sind meist aufgeständert und stellen somit ein physisches Hindernis für eine Kreuzung mit anderen Verkehrsmitteln dar. Um eine Einschienenbahn zu kreuzen, gibt es neben Über- und Unterführungen die Möglichkeit einer höhengleichen Kreuzung mit Zugbrücke. Ein Beispiel hierfür ist der Bahnübergang für die Trasse der Listowel and Ballybunion Railway.